# فرانسیسکو ارناندس (بازیکن فوتبال، زاده ۱۹۲۴)
فرانسیسکو ارناندس (اسپانیایی: Francisco Hernández‎; ۱۶ ژانویهٔ ۱۹۲۴ – ۲۴ ژانویهٔ ۲۰۱۱) بازیکن فوتبال اهل مکزیک بود.
از باشگاه‌هایی که در آن بازی کرده‌است می‌توان به باشگاه فوتبال نیکاکسا اشاره کرد.
وی همچنین در تیم ملی فوتبال مکزیک بازی کرده‌است.